# Encyocrypta grandis
Encyocrypta grandis – gatunek pająków z infrarzędu ptaszników i rodziny Barychelidae. Występuje endemicznie na Nowej Kaledonii. Zasiedla górskie lasy deszczowe.

## Taksonomia
Gatunek ten opisany został po raz pierwszy w 1994 roku przez Roberta Ravena na podstawie samicy odłowionej w 1990 roku. Jako lokalizację typową wskazano górę Mandjélia na południe od Bondé.

## Morfologia
Holotypowa samica ma ciało długości 29 mm oraz karapaks długości 11,1 mm i szerokości 8,1 mm. Karapaks jest w zarysie prawie jajowaty, ubarwiony ciemnorudobrązowo z brązowym siateczkowaniem i brązowymi znakami na części głowowej, porośnięty brązowymi włoskami i czarnymi szczecinkami. Jamki karapaksu są szerokie i proste. Szczękoczułki są ciemnobordowobrązowe, porośnięte czarnymi szczecinkami, pozbawione rastellum. Szczęki zaopatrzone są w 11–12 tępych kuspuli. Odnóża są pomarańczowobrązowe. Nie występują na nich ciernie bazyfemoralne ani cierniowate kolce. Druga para odnóży ma powierzchnie przednio-boczne goleni silniej kolczaste niż u E. berini. Pazurki ostatniej pary odnóży są uzębione. Opistosoma (odwłok) jest po bokach brązowa z białym nakrapianiem, pośrodku wierzchu z parą nieregularnych, jasnych przepasek w części przedniej, od spodu jasna z brązowymi plamami o jajowatym kształcie. Genitalia samicy mają cztery spermateki, z parą płatów po każdej stronie, z których wewnętrzny jest większy i dłuższy od bocznego.

## Ekologia i występowanie
Pająk ten występuje endemicznie w Prowincji Północnej Nowej Kaledonii, gdzie zasiedla wyłącznie lasy deszczowe na górze Mandjélia. Stwierdzony został na wysokości 750 m n.p.m.
Gniazduje w butwiejących kłodach. Buduje norkę o długości od 12 do 15 cm i kształcie beczułki lub ściętego na wierzchołkach wrzeciona. Norkę wypełnia rurkowaty oprzęd. Oba wejścia do norki zamknięte są wieczkami o zawiasach zlokalizowanych po górnej stronie.
Do ptaszników występujących z nim sympatrycznie należą zaliczane do tej samej rodziny Orstom undecimatus, Encyocrypta bertini i Mandjelia platnicki.